# Lucky Millinder
Lucius Venable "Lucky" Millinder (Anniston, Alabama, 8 de agosto de 1910 – Nova Iorque, 28 de setembro de 1966) foi um músico norte-americano de R&B. Ele foi introduzido no Alabama Jazz Hall of Fame em 1986.